# Pentridge
Pentridge è un villaggio ed ex parrocchia civile dell'Inghilterra, appartenente alla contea del Dorset.